# スタン・クロエンケ
イーノス・スタンリー・クロエンケ（英語: Enos Stanley Kroenke、1947年7月29日 - ）はアメリカ合衆国の資産家、実業家。イングランド・プレミアリーグのアーセナルとウィメンズ・スーパーリーグのアーセナル・ウィメン、NFLのロサンゼルス・ラムズ、NBAのデンバー・ナゲッツ、NHLのコロラド・アバランチ、MLSのコロラド・ラピッズ等を保有するクロエンケ・スポーツ&エンターテインメント（KSE）のオーナー。
一般的にはスタン・クロエンケ（英: Stan Kroenke）と表記される。
NFLの規則により、国内の他のスポーツ市場でオーナーとNFLクラブのオーナーを兼任することができないため、デンバー・ナゲッツとコロラド・アバランチは妻のアン・ウォルトン・クロエンケ名義で保有している。
なお、アンは世界最大の小売業者であるウォルマートの共同創業者、バド・ウォルトンの娘。
フォーブス誌によると、2022年時点のクロエンケの総資産は107億ドル。
クロエンケは度々スポーツ界を賑わせており、2016年にはセントルイス・ラムズをロサンゼルスに移転させることで契約を破棄し、リーグが訴訟費用を払うこととなった（後述）。
2021年にはスーパーリーグ構想に賛同し、アーセナルも参入する意志を示した上、クロエンケは副会長に就任する予定であった。
プレミアリーグのBIG6が参入する意向だったが、マンチェスター・ユナイテッド対リヴァプールの試合前にサポーターが抗議デモを起こし試合が延期するなど、各クラブのサポーターは拒絶反応を示し、イングランドのクラブは完全に撤退することとなった。
アメリカの四大スポーツにおいては、ロサンゼルス・ラムズがスーパーボウルを2回、コロラド・アバランチがスタンレー・カップを2回、デンバー・ナゲッツがNBAで1回優勝するなど、計5回の優勝を経験している。
また、サッカーのコロラド・ラピッズでMLSカップ優勝を、ラクロスのコロラド・マンモスがNLLで2回の優勝を果たしている。

## 生い立ち
クロエンケはミズーリ州ベントン州のモーラという人口が20数人の小さな町で生まれた。父親はモーラで木材会社を経営していた。クロエンケの最初の仕事は父の会社の木材置き場の床掃除であり、10歳になったころには会社の帳簿を付けていた。
その後隣町のコールキャンプ（ミズーリ州）の高校に通い、野球やバスケットボール、陸上競技に打ち込んだ。

## ビジネス

### 不動産
1974年、前述の通りウォルマートの相続人であるアン・ウォルトンと結婚。1983年に不動産開発会社クロエンケ・グループを立ち上げ、ショッピングセンターやアパートを建設。ウォルマートの店舗の近くにプラザを数多く開発している。
また、1991年には郊外開発を専門とする独立系不動産開発会社THFリアルティを立ち上げた。2016年、THFのポートフォリオは20億ドル以上と評価され、主にショッピングセンターで合計185万㎡を超す100以上のプロジェクトが含まれる。

### その他のベンチャー
2006年、投資顧問のチャールズ・バンクスと共同で、カリフォルニア州ナパ群ナパ・ヴァレーにあるワイナリー、スクリーミング・イーグルを買収した。
バンクスは2009年4月時点に「個人としてスクリーミング・イーグルに関与することはない」と表明。
多くの牧場のオーナーでもあり、合計848631エーカー（343428.78ha）の面積を有する。2015年に『The Land Report』が発表したところによると、アメリカ国内で9位の土地所有者としてランクインしている。2016年にはテキサス州で有名なワゴナー牧場を買収している。
2017年8月、イギリスでアウトドア・スポーツ・TVチャンネルを立ち上げたが、アフリカでゾウやライオンを狩猟する番組を定期的に放送し、非難を浴びることとなった。

## プロスポーツ

### クロエンケ・スポーツ&エンターテインメント
1999年に設立されたクロエンケ・スポーツ&エンターテインメント（KSE）は、デンバー・ナゲッツとコロラド・アバランチ、コロラド・マンモスが本拠地とするボール・アリーナをコロラド州デンバーに保有し、コロラド・ラピッズの本拠地であるディックス・スポーティング・グッズ・パークをデンバーの近郊、コマース市に保有している。両スタジアムはTHFリアルティの事業として建設された。
2004年、FOXスポーツネットの傘下であるFSNロッキーマウンテン（現：AT&Tスポーツネット ロッキーマウンテン）に対抗して、アルティテュードという新しいスポーツネットワークを立ち上げた。また、2007年にはチケット会社のチケットホースを立ち上げ、KSEの所有するチームのチケットを直接自ら販売できるようにした。チケットホースは2014年にアルティテュードチケットに名称を変更している。

### デンバー・ナゲッツとコロラド・アバランチ
2000年、NBAのデンバー・ナゲッツとNHLのコロラド・アバランチを映画プロデューサーで実業家であるチャーリー・ライオンズのアセント・エンターテインメント・グループから買収し、完全なオーナーとなった。

### コロラド・クラッシュ
2002年、デンバー・ブロンコスの当時のオーナー、パット・ボーレンと元ブロンコスのクォーターバック、ジョン・エルウェイと共同でアリーナフットボールリーグのコロラド・クラッシュを買収した。
2009年、アリーナフットボールリーグの解散により、クラッシュも活動を終えることになった。

### コロラド・マンモス、コロラド・ラピッズ
2004年にフィリップ・アンシュッツからNLLのコロラド・マンモスとMLSのコロラド・ラピッズを買収し、オーナーとなった。

### セントルイス・ラムズ
1995年、ジョージア・フロンティアがNFLのロサンゼルス・ラムズをアナハイムからセントルイスに移転させるため、チームの30％の株を購入した。
2010年、フロンティアの遺産からラムズの残存権益を購入する第一選択権を行使。8月25日に行われたNFLのオーナー会議によって、2010年末までにデンバー・ナゲッツとコロラド・アバランチの経営権を息子のジョシュ・クロエンケに譲ることを条件として全会一致で承認された。2015年10月にナゲッツとアバランチの経営権を妻のアン・ウォルトン・クロエンケに移行することがNFLオーナー会議によって承認された。

### ロサンゼルス・ラムズ

#### ロサンゼルス移転
2015年1月5日、KSEがストックブリッジ・キャピタル・グループと協力し、ロサンゼルス郊外のカリフォルニア州イングルウッドに7万人収容のNFLスタジアムと会場を建設することが発表され、ラムズがセントルイスから移転することが囁かれた。
これに対しセントルイスはラムズに残留してくれることを願い、セントルイスのダウンタウンのノース・リバーフロントに屋外スタジアムであるナショナル・カー・レンタル・フィールドを建設することを検討した。
移転先のカリフォルニア州のオークランド・レイダーズとサンディエゴ・チャージャーズも、それぞれオークランドにあるオークランド・コロシアムとサンディエゴにあるクアルコム・スタジアムという古いスタジアムに不満を持っていたため、移転を考えていた。
2016年1月4日、2016年シーズンに向けてロサンゼルスへの移転を申請し、翌日には移転案を発表した。ラムズが出した結論に対してはセントルイス市長のフランシス・スレイやセントルイス地域商工会議所、フォーブス誌などが異論を唱えた。対してセントルイスに残留することは長期的に見れば悪影響を及ぼすという意見も見られた。
1月12日、NFLオーナー会議で30対2で賛成多数となり、ラムズのロサンゼルス移転が可決された。2017年、チャージャーズは2017年シーズンからロサンゼルスに移転することを発表し、当初はカーソンで試合を行う予定だったが、完成を待ってクロエンケの持つSoFiスタジアムに移転し、ラムズと共用することになった。レイダーズはその後、ネバダ州ラスベガスへの移転を発表した。
2017年4月12日、セントルイス市、セントルイス郡、地域コンベンション・スポーツ施設局が、NFLとNFL全32クラブを被告として、損害賠償と利益返還を求める訴訟を起こしたことが報じられた。
2017年7月12日、ロサンゼルス・ラムズ側は、請求の不存在を理由とする訴えの却下、人的管轄権の欠如を理由とする訴えの却下、セントルイスを拠点とする陪審員の前ではなく仲裁を通じて審理することを求める3つの申し立てを行った。2020年4月20日、最高裁はクロエンケとNFLの訴えを退けた。
2021年11月24日、4年にわたる訴訟の末、NFL、クロエンケ、セントルイスの各関係者が7億9000万ドルの和解案に合意し、訴訟を終結させたことが発表された。

### アーセナル
アーセナルとアーセナル・ウィメンの所有権を持つアーセナル・ホールディングスのオーナーをしている。
2007年4月、KSEのイギリス支社がアーセナル・ホールディングスの株の9.9%を取得した時には、既にアーセナルとコロラド・ラピッズは業務提携をしていた。
その後、さらに株を買い増しし、持株比率は12.19%になっていた。クロエンケが持株を増やし続けている間は、アーセナルの取締役会はそれが最善の利益を生み出す方法であるかは懐疑的だったが、アリシェル・ウスマノフの買い占めを阻止する手立てとして好意的に思っていた。
2008年6月までにクロエンケを取締役の後任にする手筈を整え、同年9月19日に取締役会に正式に加入した。
その時点で全体の29.9%に相当する18,594株を保有しており、議決権を掌握していた。
2011年4月10日、クロエンケが買収完了に向けて交渉を進めていると報じられた。 翌日、ダニー・フィスマンとニナ・ブレイスウェル・スミスの株式を購入し、持ち株比率を62.89%に引き上げたことが発表された。残りの株式についても1株あたり11,750ポンドでオファーを出すことで合意したと発表された。
2018年8月、アリシェル・ウスマノフに対して、保有株式総額を18億ポンドと評価する約6億ポンドのオファーを提示し、受け入れられた。
2021年4月、アーセナルがスーパーリーグの創設メンバーとして参加することが発表された。これは一般的なリーグ戦とは違い、昇降格が行われないアメリカンスポーツ的なリーグであった。プレミアリーグのチームはアーセナルの他にマンチェスター・シティ、マンチェスター・ユナイテッド、リヴァプール、トッテナム・ホットスパー、チェルシーと所謂BIG6が参入予定だったが、チェルシーが脱退することを発表したのを皮切りに2日後までに全チームが脱退を発表した。
愛するクラブがアメリカ人オーナーの金儲けの手段に使われていると感じたアーセナルファンはクロエンケ一族にアーセナルを売却することを求めたが、クロエンケはクラブを手放すつもりはないと声明を発表した。
また、この騒動を受けSpotifyのCEOであるダニエル・エクがアーセナルの買収に名乗りを上げたが頓挫し、バルセロナのメインスポンサーとなった。

### ロサンゼルス・グラディエーターズ
2017年、新設されたeスポーツのオーバーウォッチ・リーグにロサンゼルス・グラディエーターズと名付けられたeスポーツチームを参入させた。

### ロサンゼルス・ゲリラ
2019年にはKSEでは2つめとなるeスポーツチーム、ロサンゼルス・ゲリラを設立し、Call of Dutyリーグに参入した。
ロサンゼルス・ラムズの本拠地であるハリウッド・パークに隣接した施設を本拠地としている。

## 受賞歴
- スーパーボウル優勝（1999、2021）
- スタンレー・カップ優勝（2000-01、2021-22）NBA優勝（2022-23）
- MLSカップ優勝（2010）
- NLL優勝 (2006、2022)

## 人物
現在の妻であるアン・ウォルトン・クロエンケとはコロラド州アスペンへのスキー旅行で出会い、1974年に結婚した。アンはウォルマートの相続人であり、2023年時点で91億ドルの資産を持つ。
クロエンケはドイツ系アメリカ人であり、ルター派のキリスト教徒として育った。
その財力にものを言わせるスタイルからは想像できないようなシャイであり、人前に出たがらない。インタビューでも最小限の言葉しか話さないため、アメリカ国内では「サイレント・スタン」と呼ばれている。KSEが保有するスポーツチームの運営に口を出すことはほとんどないと言われている。
2016年大統領選挙ではヒラリー・クリントン陣営に10万ドルを寄付し、共和党のドナルド・トランプ陣営には100万ドルを寄付している。
2022年にはロサンゼルス・ラムズがスーパーボウルを、コロラド・マンモスがNLLを、コロラド・アバランチがスタンレー・カップを優勝しており、保有するスポーツチームが1年のうちに3回優勝する快挙を成し遂げた。
翌年にはデンバー・ナゲッツがNBAを優勝し、16か月でタイトルを4つ獲得した。